# The Old Castle’s Secret
A The Old Castle’s Secret Carl Barks író és rajzoló 1948-ban megjelent képregénye Donald kacsa és Dagobert bácsi főszereplésével. A történet a Dell Comics Four Color című sorozatának 189. számában jelent meg először, melyben Dagobert unokaöccsei segítségét kéri az ősei kastélyában elrejtett kincs felkutatásában, melynek során egy láthatatlan kísértettel is szembe kell szállniuk. A The Old Castle’s Secret a második képregénytörténet, melyben Dagobert bácsi megjelenik és mely a szereplő később kalandjainak jellegzetessé vált vonásait, illetve magának a szereplőnek a hátterét rögzíti.

## A történet megszületése
A The Old Castle’s Secret történetét egy 1940-es, végül el nem készített Disney-animációs film ötlete ihlette. A The Haunted Castle című rajzfilmben Mickey egér, Donald kacsa és Goofy egy skóciai kastélyban találták volna szembe magukat a korábbi tulajdonos láthatatlan szellemével. A történet egy másik elemének, a láthatatlanná tevő szprének az ötletét feltehetően az 1942-es The Vanishing Private című animációs film adta, melyen Carl Barks is dolgozott.
Barks elsődleges forrása a történet képi világának megteremtése során a National Geographic magazinban megjelent cikkek és fényképek voltak. A The Old Castle’s Secret kísértet járta kastélyát különböző korok építészetei elemeinek felhasználásával alkotta meg. Az épület kinézetének alapját a walesi Harlech vára adta, de emellett a skót Glamis és Cawdor vár egyes részletei, így például tornyaik vagy oromzatuk jellegzetességei is felfedezhetőek benne.
Donald kacsa multimilliomos bácsikája, Dagobert McCsip a The Old Castle’s Secretben tűnt fel másodszor a képregények oldalain néhány hónappal első szereplése után a Christmas on Bear Mountain című történetben. Bár Barks eredetileg csupán egyszeri szereplésre, egy meghatározott feladat betöltésére szánta a figurát, mégis elég fantáziát látott benne, hogy újra felhasználja, mivel úgy érezte az „betöltött egy bizonyos űrt” a sorozatban.

## A cselekmény
|  | Alább a cselekmény részletei következnek! |

Dagobert bácsi sürgősen magához hívatja unokaöccseit, Donaldot, Tikit, Nikit és Vikit, hogy a segítségüket kérje. Elmondja nekik, hogy a család öröksége nagy veszélyben van, és hogy sürgősen több millió dollárra lenne szüksége. A pénzt a McCsip klán ősi, skóciai kastélyában elrejtett kincsből akarja előteremteni, melyet azonban a szóbeszéd szerint a család egyik tagjának, magának a kincs elrejtőjének szelleme őri, aki végez mindenkivel, aki rátalál a vagyonra.
Dagobertet és unokaöccseit a kastélyban a birtok gondnoka, Scottie fogadja. A kincset egy röntgengép segítségével kezdik felkutatni, melyre hamarosan rá is találnak a kastély falába rejtve. Scottie figyelmezteti őket, hogy minél hamarabb távozzanak az arannyal, mielőtt a szellem lecsap rájuk. A láthatatlan kísértet azonban gyorsabb náluk, leüti Donaldot és magával ragadja a kincsesládát. Tiki, Niki és Viki a szellem után indulnak, Scottie pedig közli Donalddal, hogy ő semmi pénzért nem marad tovább a kastélyban. A kísértet először a kiskacsákat ejti foglyul a vár egyik bástyáján, majd pedig a felkutatásukra indult Dagobertet. Donald eközben rátalál Scottie szobájára, és benne a gondnok holttestére, majd nem sokkal később ő maga is fogságba esik a bástyán.
Tikinek, Nikinek és Vikinek egy kötél segítségével sikerül leugrania a kastélyt körülvevő vizesárokba, majd vissza indulnak, hogy kiszabadítsák Donaldot és Dagobertet. A várkaput ugyan zárva találják, de eszükbe jut, hogy a közelben biztosan van egy, vagy akár több titkos bejárat is, melyre a családi temetőben rá is találnak. Eközben Donaldnak és Dagobertnek is sikerül kiszabadulnia a bástya fogságából. A kastély belsejében ismét összetűzésbe kerülnek a szellemmel, akit ez alkalommal sikerül megfutamítaniuk. Felfedezik, hogy Scottie holtteste eltűnt a szobájából, ami Tiki, Niki és Viki számára igencsak gyanúsnak tűnik. A szobában rátalálnak egy különös szprére is, amiről kiderül, hogy képes bármit láthatatlanná tenni. A kacsák ismét a kinccsel menekülő szellem nyomába erednek, akit rövid üldözés után a kastély közelében sikerül harcképtelenné tenniük. A láthatatlanná tévő szpré hatásának elmúltával az állítólagos kísértetről kiderül, hogy egy ékszertolvaj, aki a hónapokkal korábban megboldogult gondnok, Scottie helyébe lépve észrevétlenül próbálta felkutatni a McCsip klán elrejtett kincsét.
|  | Itt a vége a cselekmény részletezésének! |

## A történet motívumai, megjelenése és hatása
A The Old Castle’s Secret Carl Barks rémtörténetei közé tartozik, melynek kezdetén a cselekmény egy titokzatos, természetfeletti lény jelenlétét sugallja, amiről azonban idővel kiderül, hogy valójában nagyon is földi eredetű. Ez a jellegzetes fordulat már Barks korábbi történeteiben, így például az 1946-os The Terror of the Riverben, vagy az 1947-es The Ghost of the Grottóban is megjelent. A The Old Castle’s Secretben az 1940-es évek végének Amerikájában egyre népszerűbb horror-képregények elemei is keverednek. Ilyen motívum például Dagobert bácsi egyik ősének befalazott földi maradványának megtalálása. Barks saját bevallása szerint igyekezett ezeket az általa érdekesnek ítélt elemeket minél kisebb morbiditással alkalmazni, valamint humorral is vegyíteni azokat.
A néhány hónappal korábban megjelent Christmas on Bear Mountain című történet számára megalkotott Dagobert bácsi a The Old Castle’s Secretben tűnt fel másodszor a képregények oldalain. Bár az újabb történetben ezúttal sem töltött be központi szerepet, jelenléte mégis jelentősebb volt, mint első szereplése alkalmával. Michael Barrier véleménye szerint valójában a The Old Castle’s Secretben inkább Dagobert bácsi vagyona volt az, ami a cselekmény kiindulópontját jelentette és lehetőséget biztosított Barks számára, hogy szereplőit egy újabb egzotikus környezetbe helyezze. Ennek ellenére a történetben több olyan Dagobert bácsival kapcsolatos elem is szerepelt, melyek az évek során alapvető tulajdonságaivá is váltak. Dagobert mint skót ősök leszármazottja és mint családfő, „pater familias” jelent meg a történetben. Tom Andrae olvasata szerint Dagobert alapvető jellemvonásai, kapzsisága és telhetetlensége is örökségének részei: egyik őse falánkságába halt bele, egy másik pedig inkább befalazta magát a kincsével együtt, csak hogy az ne kerüljön rablók kezére. A régebbi szereplők, Donald, Tiki, Niki és Viki a The Old Castle’s Secretben mint gazdag bácsikájuk segítői jelentek meg, mely szintén alapvető helyzeti elemévé vált Dagobert bácsi későbbi kalandjainak.
A Western Publishing, a Dell Publishing partnercége 1947. december 3-án vette át a harminckét oldalas The Old Castle’s Secret történetét, mely először a Four Color című sorozat 189. számában, 1948 júniusában jelent meg. Eredeti kiadása után még számos alkalommal újranyomtatták, köztük elsőként 1964-ben, a The Best of Donald Duck and Uncle Scrooge első számában. A The Old Castle’s Secret helyszíneire és Dagobert megnevezett őseire Don Rosa, az 1990-es évek folyamán megjelent The Life and Times of Scrooge McDuck című történetsorozatának több fejezetében is visszautalt, így például a The Last of the Clan McDuck, a The New Laird of Castle McDuck és a The Billionaire of Dismal Downs című történetekben.